# سرجیو دیدوش
سرجیو دیدوش (انگلیسی: Sergio Diduch؛ زادهٔ ۲۳ اکتبر ۱۹۷۶) بازیکن فوتبال اهل آرژانتین است.